# 토도 이즈미
토도 이즈미(일본어: 東堂 いづみ とうどう いづみ[*])는 토에이 애니메이션의 의인화된 이름이다.

## 개요
《꼬마마법사 레미》시리즈 등에서 주로 도에이 애니메이션에서 제작한 원작자에 이용된다. 이름의 유래는, 「東映動画（토에이 애니메이션의 옛 이름） 大泉(오오 이즈미)스튜디오」에서 왔다.
이전의 저작권등록은 개인의 명의로만 등록이 가능하였으며, 법인 명의로는 인정되지 않았다. 이 때문에, 프로그램 제작사에서는 의인 명칭을 사용하는 것이 많았다.

## 원작작품

### 마법소녀물
- 《꼬마마법사 레미》시리즈
  - 《꼬마마법사 레미》
  - 《꼬마마법사 레미 #(샵)》
  - 《꼬마마법사 레미 포르테》
  - 《꼬마마법사 레미 비바체》
  - 《꼬마마법사 레미 비밀편》
- 《내일의 나쟈》
- 《프리큐어》시리즈
  - 《빛의 전사 프리큐어 / 프리큐어 Max Heart》
  - 《프리큐어 Splash Star》
  - 《Yes! 프리큐어5 / Yes! 프리큐어5Go Go!》
  - 《프레쉬 프리큐어》
  - 《하트캐치 프리큐어!》
  - 《스위트 프리큐어♪》
  - 《스마일 프리큐어!》
  - 《두근두근! 프리큐어》
  - 《해피니스 차지 프리큐어!》
  - 《Go! 프린세스 프리큐어》
  - 《마법사 프리큐어!》
  - 《키라키라☆프리큐어 아라모드》
  - 《허긋토! 프리큐어》
  - 《스타☆트윙클 프리큐어》
  - 《트로피컬 루즈! 프리큐어》

## 같이 보기
- 야타테 하지메
- 도에이